# アニマル・オーバー・パス

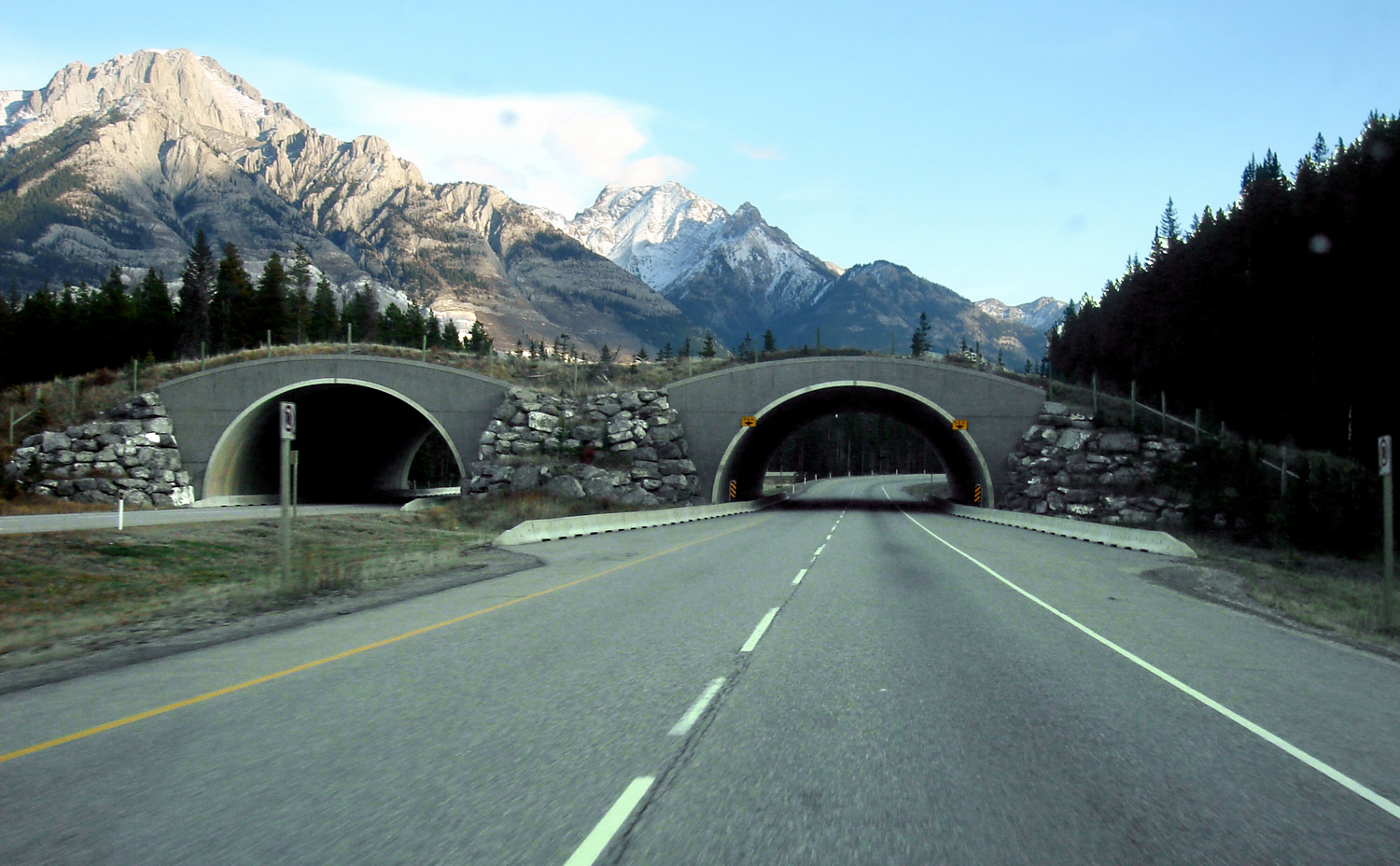
アニマル・オーバー・パス

アニマル・オーバー・パスはカナダのバンフ国立公園内にある、動物の轢死などの事故防止を目的とした野生動物のための歩道橋である。
トランス・カナダ・ハイウェイ(カナダ国道1号線)バンフとルイーズ湖(レイク・ルイーズ)の間に2カ所存在する。匂いを動物が嫌うため、人間の通行は禁じられている。

## 沿革
最初、野生生物保護のためにハイウェイの下に地下道(アニマル・アンダー・パス)が22本造られたが、熊と狼は、地下道を通って移動しない事が判明したために、1997年にトランス・カナダ・ハイウェイの拡張工事の際に造られた。
現在、もう1カ所が建設中であり、1カ所が計画されているため4カ所になる予定。